# 데니스 크리보실리코프
데니스 이바노비치 크리보실리코프(러시아어: Дени́с Ива́нович Кривошлы́ков, 1971년 5월 10일~)는 러시아의 은퇴한 핸드볼 선수로 포지션은 라이트윙이다. 러시아 핸드볼 국가대표팀의 일원으로 국제 대회에 참가했으며 2000년 하계 올림픽에서 금메달, 2004년 하계 올림픽에서 동메달을 획득했다.

## 수훈
- 우애훈장(2001년 4월 19일)